# Temperace
Temperace (dlouhodobé teplotní žíhání) je tepelné zpracování bílé litiny, při kterém dochází k rozkladu cementitu v ledeburitu na ferit a temperovaný grafit. Temperovaný grafit má tvar vloček. Podle podmínek žíhání se získá temperovaná litina s černým nebo bílým lomem. Při žíhání v oduhličeném prostředí vzniká litina s bílým lomem, při žíhání v neoduhličeném prostředí získáme litinu s černým lomem.